# Bataille d'Hautrage
Guerre de Quatre-Vingts Ans
Batailles
- Chronologie de la guerre de Quatre-Vingts Ans
- Valenciennes
- Austruweel
- Rheindalen
- Heiligerlee
- Jemmingen
- Jodoigne
- Brielle
- 1er Flessingue
- Malines
- Goes
- Mons
- Haarlem
- 2e Flessingue
- Borsele
- Zuiderzee
- Alkmaar
- Leyde
- Reimerswaal
- Mook
- Lillo
- Zierikzee
- 1er Anvers
- 1er Bréda
- Gembloux
- Rijmenam
- 1er Deventer
- Maastricht
- 2e Bréda
- Açores
- 2e Anvers
- 3e Anvers
- Boksum
- Zutphen
- 1er Berg-op-Zoom
- Gravelines
- 3e Bréda
- 2e Deventer
- Groningue
- Huy
- 1er Groenlo1
- 2e Groenlo
- Turnhout
- Nieuport
- Ostende
- L'Écluse
- 3e Groenlo
- Saint-Vincent
- Gibraltar
- Saint-Vincent (1621)
- 2e Berg-op-Zoom
- 4e Bréda
- 4e Groenlo
- Matanzas
- Bois-le-Duc
- Abrolhos
- Slaak
- Maastricht
- 5e Bréda
- Cabañas
- Calloo
- Les Downs
- Saint-Vincent (1641)
- Hulst
- Cavite

Cette bataille de la guerre de Quatre-Vingts Ans a vu la défaite d'une armée huguenote, envoyée pour délivrer Louis de Nassau, assiégé dans la ville de Mons par l'armée espagnole.

## Histoire
En 1572, au début de la guerre de Quatre-Vingts Ans, la cité de Mons a été prise par surprise par les troupes des États-Généraux et des huguenots français emmenés par Louis de Nassau. Ferdinand Alvare de Tolède, gouverneur des Pays-Bas au nom de Philippe II d'Espagne, envoya son fils Don Fadrique avec 4 000 soldats des tercios espagnols, assiéger Mons.
Pendant ce temps, Guillaume d'Orange avait recruté en Allemagne une armée de 14 000 soldats d'infanterie et 3 000 de cavalerie. Le 7 juillet, il passa le Rhin pour entrer aux Pays-Bas.
Adrien de Hangest, seigneur de Genlis, envoyé en France par Louis de Nassau, revint à Mons avec une armée de 10 000 huguenots français. Les ordres de Louis de Nassau étaient que Genlis devait unir ses forces à celles de Guillaume d'Orange. À la mi-juillet, Genlis passa la frontière de la France et arriva à 10 km de Mons. Don Fadrique, averti de son arrivée, avança vers lui avec 4 000 soldats d'infanterie, 1 500 cavaliers et 3 000 habitants du lieu levés pour l'occasion. Les deux armées se rencontrèrent près de Saint-Ghislain, à Hautrage, au lieu-dit du « champ de l'alouette ». Philippe de Noircarmes, au commandement de la cavalerie espagnole, chargea l'armée française, suivi par l'infanterie. Les huguenots furent totalement mis en déroute: Genlis fut fait prisonnier, 1 200 français trouvèrent la mort lors de l'affrontement et le reste de l'armée fut dispersé; les jours suivants, beaucoup de ceux-ci furent torturés et assassinés par les habitants, prélude au massacre de la Saint-Barthélemy. Environ une centaine de Huguenots réussit à entrer dans Mons. 
Le réformé Hadrien de Bergues, seigneur de Dolhain et amiral de la flotte des Gueux, fut tué dans les combats. Jacques de Baudrenghien, se vit octroyer le 22 août, par lettres patentes de Sa Majesté, une rente héritière de "six cens livres tournoy du pris de quarante gros monnoye de flandres, pour avoir pris le Seigneur de Jenlis, chef de l’armée de France". (A.D.N.  Lille - E.2485 9). Adrien de Hangest fut exécuté dans sa prison quelques jours plus tard. Les prisonniers français seront transférés à Ath où 400 d'entre eux seront exécutés en septembre et en octobre. 
Guillaume d'Orange avança à l'intérieur du pays pour secourir son frère. Le 23 juillet, après avoir pris Ruremonde, ses troupes se mutinèrent, refusant de le suivre en attendant que leurs soldes en retard leur soient payées. Le 27 août, ayant reçu les garanties de paiement de quelques cités de Hollande, ils traversèrent la Meuse, avançant vers Diest, Termonde, Audenarde et Nivelles. Le massacre de la Saint-Barthélemy éclate à Paris, le 24 août 1572. 